# Rachael Yamagata
Rachael Yamagata (ur. 23 września 1977) – amerykańska wokalistka, kompozytorka oraz autorka tekstów, grająca na fortepianie i gitarze, śpiewająca w stylu folk rock. Jej ojciec jest z pochodzenia Japończykiem, a w żyłach matki płynie niemiecka i włoska krew.

## Dzieciństwo
Jako dziecko rozwiedzionych rodziców Rachael spędzała swój czas podróżując między domem ojca w Waszyngtonie a matki – malarki w Nowym Jorku. Uczęszczała do szkoły dla dziewcząt w Bethesda, w stanie Maryland. Następnie uczyła się w Wassar College oraz studiowała w Northwestern University.

## Kariera muzyczna

### Bumpus
Yamagata przez sześć lat występowała jako jedna z trzech wokalistów zespołu Bumpus z Chicago, grającego muzykę będącą fuzją różnych gatunków muzycznych, takich jak hip-hop, soul, jazz, czy też rock. Rachael, wraz ze swym zespołem grali niemal wszędzie, od pobliskich, zaprzyjaźnionych pubów dla kilkudziesięciu słuchających osób, po mieszczące 10 tys. ludzi stadiony w Chicago. W 2001 roku, po napisaniu wielu piosenek nie mieszczących się w granicach stylu wyznaczonego przez Bumpus, Yamagata postanowiła rozpocząć karierę solową.

### Kariera solowa
We wrześniu 2002 roku podpisała kontrakt z firmą fonograficzną Arista Records, a jej debiutancka epka wyprodukowana przez Malcolma Burna została wyprodukowana w listopadzie tego samego roku. W tym samym roku Yamagata wyruszyła również na mini trasę koncertową z Damienem Rice’em.
Rachael Yamagata swoją debiutancką płytę długogrającą wyprodukowała przy pomocy Johna Alagia (Dave Matthews). Jak twierdzi artystka album Happenstance to zbiór piosenek zainspirowanych jej obsesjami, często miłosnymi. Opowiadają o walce między przypadkowymi okolicznościami a przekonaniem, że nic nie dzieje się bez przyczyny. Album został udostępniony do sprzedaży w czerwcu 2004 roku.
Utwory Yamagata są chętnie wykorzystywane przez producentów telewizyjnych i filmowych, można je było usłyszeć w takich serialach jak Agentka o stu twarzach, czy też Ostrym Dyżurze, oraz w wielu filmach pełnometrażowych.
Yamagata napisała część utworów do albumu Mandy Moore Wild Hope, oraz w 2007 roku wyruszyła z nią w trasę koncertową po Stanach Zjednoczonych.
Na przełomie kwietnia i maja 2008 roku Yamagata wyruszyła w trasę koncertową po Stanach Zjednoczonych z debiutującą wokalistką Sarą Bareilles.
22 maja 2008 roku wokalistka na swojej oficjalnej stronie zamieściła nową epkę zatytułowaną Loose Ends, zapowiadającą drugi album artystki, którą można zakupić drogą internetową. Na „Loose Ends” znalazły się trzy utwory, zarówno z sesji nagraniowej do „Happenstance”, jak i nowej płyty.
7 października 2008 roku na rynku pojawił się drugi album długogrający w karierze wokalistki, zatytułowany Elephants... Teeth Sinking into Heart. Tekstowo i muzycznie, album okazał się zdecydowanie bardziej mroczny i drapieżny, od swojego poprzednika sprzed czterech lat. W tym samym roku Rachael rozpoczęła swoją pierwszą w karierze światową trasę koncertową, obejmującą Stany Zjednoczone, Europę i Azję.

## Dyskografia

### Albumy studyjne
- Happenstance (2004)
- Elephants... Teeth Sinking into Heart (2008)
- Chesapeake (2011)

### EP-ki
- EP (2003)
- Live at the Loft & More (2005)
- Loose Ends (2008)

### Single
- „Worn Me Down”
- „Letter Read”
- „1963”
- „Be Be Your Love”
- „Elephants”
- „Faster”
- „Sunday Afternoon”
- „Deal Breaker”
- „Starlight”
- „Even If i Don’t”

### Nagrania koncertowe
- Live at the Bonnaroo Music Festival (2004)
- Sony Connect Sets (2005)
- KCRW Sessions: Rachel Yamagata (2005)
- Napster session: Rachael Yamagata (2005)

### Bumpus
- Bumpus (1999)
- Steroscope (2001)

### Występy gościnne
- Ryan Adams – Cold Roses (2005)
- Jason Mraz – „Did You Get My Message?” (2005)
- Chris Holmes – Blister of the Spotlight (2006)
- Rhett Miller – The Believer (2006)
- Bright Eyes – Four Winds (2007)
- Bright Eyes – Cassadaga (2007)
- Mandy Moore – Wild Hope (2007)
- Jill Cunniff – City Beach (2007)
- Katharine McPhee – Unbroken (2010)

### Soundtracki
- 2004 – Pogoda na miłość (Be Be Your Love)
- 2005 – Stowarzyszenie wędrujących dżinsów (Be Be Your Love)
- 2005 – Życie na fali (Reason Why)
- 2005 – Życie na fali (Worn Me Down)
- 2005 – Serce nie sługa (I Wish You Love)
- 2005 – Siostry (Collide)
- 2005 – Elizabethtown (Jesus Was A Cross Maker)
- 2006 – Jak poznałem waszą matkę (Quite)
- 2006 – The Last Kiss (Reason Why)
- 2006 – Bella (Meet Me by the Water)
- 2007 – Słowo na L (Be Be Your Love)
- 2007 – Holiday in Handcuffs (I Want You)
- 2007 – Na pewno, być może (Meet Me by the Water)
- 2008 – Słowo na L (The Other Side)
- 2008 – Bracia i siostry (Duet)
- 2008 – Rodzina Serrano (I’ll find a way)
- 2009 – Prywatna praktyka (Don’t)
- 2009 – Hotel dla psów (Reason Why)
- 2009 – Tylko jedno życie (Elephants)
- 2009 – Prywatna praktyka (Don’t)
- 2009 – So You Think You Can Dance (Be Be Your Love)
- 2009 – Taking the Stage (Elephants)
- 2010 – Gravity (Elephants)
- 2010 – Druga szansa (Duet)